# Triatlon op de Olympische Zomerspelen
Triatlon is een van de sporten die op de Olympische Zomerspelen worden beoefend. De sport staat sinds 2000 op het programma van de Olympische Spelen. Voor zowel de mannen als de vrouwen wordt de zogenaamde olympische afstand georganiseerd: 1,5 kilometer zwemmen, 40 kilometer wielrennen en 10 kilometer hardlopen.

## Onderdelen
| Onderdeel          | 00 | 04 | 08 | 12 | 16 | 20 | 24 | Totaal |
| ------------------ | -- | -- | -- | -- | -- | -- | -- | ------ |
| Mannen             | •  | •  | •  | •  | •  | •  | •  | 7      |
| Vrouwen            | •  | •  | •  | •  | •  | •  | •  | 7      |
| Gemengde estafette |    |    |    |    |    | •  | •  | 2      |
| Totaal             | 2  | 2  | 2  | 2  | 2  | 3  | 3  | 16     |

## Medailles

### Meervoudige medaillewinnaars
De Brit Alex Yee is na de editie van 2024 de 'succesvolste medaillewinnaar' in het triatlon, hij won tweemaal goud en eenmaal zilver en brons.
|                              | Olympiër             | Jaren      | Medailles                    | Onderdeel              |
| ---------------------------- | -------------------- | ---------- | ---------------------------- | ---------------------- |
| 01                           | Alex Yee             | 2020, 2024 | Zilver · Goud · Goud · Brons | mannen / gemengd team  |
| 02                           | Alistair Brownlee    | 2012-2016  | Goud · Goud                  | mannen                 |
| 03                           | Jonathan Brownlee    | 2012-2020  | Brons · Zilver · Goud        | mannen / gemengd team  |
| 03                           | Georgia Taylor-Brown | 2020, 2024 | Zilver · Goud · Brons        | vrouwen / gemengd team |
| 05                           | Simon Whitfield      | 2000, 2008 | Goud · Zilver                | mannen                 |
| 05                           | Nicola Spirig(-Hug)  | 2012-2016  | Goud · Zilver                | vrouwen                |
| Meervoudige medaillewinnaars |                      |            |                              |                        |
|                              | Katie Zaferes        | 2020, 2024 | Brons · Zilver · Zilver      | vrouwen / gemengd team |
|                              | Taylor Knibb         | 2020, 2024 | Zilver · Zilver              | gemengd team           |
|                              | Bevan Docherty       | 2004, 2008 | Zilver · Brons               | mannen                 |
|                              | Beth Potter          | 2020, 2024 | Zilver · Brons               | vrouwen / gemengd team |

### Medaillespiegel
N.B. Medaillespiegel is bijgewerkt tot en met de Olympische Spelen van 2024.
| Plaats | Land             | NOC    | Goud | Zilver | Brons | Totaal |
| ------ | ---------------- | ------ | ---- | ------ | ----- | ------ |
| 1      | Groot-Brittannië | GBR    | 4    | 3      | 4     | 11     |
| 2      | Zwitserland      | SUI    | 2    | 2      | 2     | 6      |
| 3      | Duitsland        | GER    | 2    | 1      | 0     | 3      |
| 4      | Australië        | AUS    | 1    | 2      | 2     | 5      |
| 4      | Nieuw-Zeeland    | NZL    | 1    | 2      | 2     | 5      |
| 4      | Verenigde Staten | USA    | 1    | 2      | 2     | 5      |
| 7      | Canada           | CAN    | 1    | 1      | 0     | 2      |
| 8      | Oostenrijk       | AUT    | 1    | 0      | 0     | 1      |
| 8      | Bermuda          | BER    | 1    | 0      | 0     | 1      |
| 8      | Noorwegen        | NOR    | 1    | 0      | 0     | 1      |
| 11     | Portugal         | POR    | 0    | 1      | 0     | 1      |
| 11     | Spanje           | ESP    | 0    | 1      | 0     | 1      |
| 11     | Zweden           | SWE    | 0    | 1      | 0     | 1      |
| 14     | Tsjechië         | CZE    | 0    | 0      | 1     | 1      |
| 14     | Frankrijk        | FRA    | 0    | 0      | 1     | 1      |
| 14     | Zuid-Afrika      | RSA    | 0    | 0      | 1     | 1      |
| Totaal | Totaal           | Totaal | 16   | 16     | 16    | 48     |

Sydney 2000 · 
Athene 2004 · 
Peking 2008 · 
Londen 2012 · 
Rio de Janeiro 2016 · 
Tokio 2020 · 
Parijs 2024 · 
Los Angeles 2028
Medaillewinnaars
Olympische Zomerspelen
Olympische Winterspelen
Gerelateerd
Olympische Jeugdspelen · Paralympische Spelen · Deaflympische Spelen · Special Olympic World Games
IOC · COA · BOIC · NOC*NSF · NAOC · SOC